# Mario Cereghini
 (août 2024).
Si vous disposez d'ouvrages ou d'articles de référence ou si vous connaissez des sites web de qualité traitant du thème abordé ici, merci de compléter l'article en donnant les références utiles à sa vérifiabilité et en les liant à la section « Notes et références ».
Mario Cereghini (Lecco, 1903 – Madesimo, 1966) est un architecte italien.

## Biographie
Il étudie l'architecture au Politecnico di Milano, où il se forme dans un contexte d'effervescence intellectuelle et d'innovation conceptuelle. Parmi ses professeurs et influences figurent certains des principaux représentants du mouvement rationaliste italien[évasif].